# Epilichas nigripes
Epilichas nigripes is een keversoort uit de familie Ptilodactylidae. De wetenschappelijke naam van de soort is voor het eerst geldig gepubliceerd in 1914 door Pic.